# Чижова, Надежда Владимировна
Надежда Владимировна Чижова (29 сентября 1945, Усолье-Сибирское) — советская легкоатлетка, чемпионка Игр XX Олимпиады в толкании ядра, первая спортсменка в мире, пославшая ядро за 20 и за 21 метр.

## Спортивная карьера
Надежда Чижова начинала заниматься лёгкой атлетикой в Усолье-Сибирском под руководством Дмитрия Николаевича Гладышева. После окончания медицинского техникума в родном городе поступила в Государственный институт физической культуры имени П. Ф. Лесгафта в Ленинграде, новым тренером спортсменки стал Виктор Ильич Алексеев.
В начале международной карьеры Надежда Чижова завоевала две золотые медали на юниорском чемпионате Европы — в метании диска и толкании ядра (с мировым рекордом для юниоров). В период с 1968 по 1973 год она установила 8 мировых рекордов в толкании ядра. Первый из них был показан 28 апреля 1968 года — 18,67 м, но в том же году результат дважды был превзойдён спортсменкой из ГДР Маргиттой Гуммель — в том числе и на Олимпийских играх в Мехико, где Чижова завоевала бронзовую медаль.
13 июля 1969 года в Хожуве Надежда Чижова отправила ядро на 20,09 и стала первой спортсменкой в мире, покорившей 20-метровый рубеж. За 5 дней до старта чемпионата Европы-1969 этот рекорд был побит Маргиттой Гуммель (20,10), а на самом первенстве Чижова установила новое достижение — 20,43. До старта Олимпиады в Мюнхене превосходство советской спортсменки над соперницами только возрастало: 29 августа 1971 года Чижова повторила свой последний рекорд на соревнованиях в Москве, а в мае 1972-го улучшила его на 20 сантиметров — 20,63.
Соревнования толкательниц ядра на Олимпийских играх в Мюнхене-1972 превратились в бенефис Надеждой Чижовой, в первой же попытке показавшей новый мировой рекорд — 21,03. Занявшая 2-е место основная соперница советской легкоатлетки Маргитта Гуммель проиграла ей очень много (20,22).
В 1973 году Надежда Чижова установила два новых рекорда (последнее достижение — 21,45). На Олимпийских играх 1976 года в Монреале её олимпийский рекорд был побит — с результатом 21,16 золотую медаль выиграла болгарская спортсменка Иванка Христова, а Чижова стала серебряным призёром с результатом 20,96.
Кроме полного комплекта олимпийских медалей, Надежда Чижова за годы карьеры также выиграла 4 летних и 3 зимних чемпионата Европы, 9 чемпионатов СССР (6 летом и 3 в закрытых помещениях), установила 10 национальных рекордов.
После окончания спортивной карьеры работала тренером по лёгкой атлетике.

### Медали
| Год  | Соревнование                   | Город     | Место | Результат | Примечание                                 |
| ---- | ------------------------------ | --------- | ----- | --------- | ------------------------------------------ |
| 1964 | Чемпионат Европы среди юниоров | Варшава   | 1-е   | 16,60     | Мировой юниорский рекорд                   |
| 1964 | Чемпионат Европы среди юниоров | Варшава   | 1-е   | 45,86     | метание диска                              |
| 1965 | Универсиада                    | Будапешт  | 2-е   | 17,27     |                                            |
| 1966 | Европейские игры в помещении   | Дортмунд  | 3-е   | 16,95     |                                            |
| 1966 | Чемпионат Европы               | Будапешт  | 1-е   | 17,22     |                                            |
| 1967 | Европейские игры в помещении   | Прага     | 1-е   | 17,44     | Рекорд чемпионатов Европы в помещении      |
| 1967 | Кубок Европы (финал)           | Киев      | 1-е   | 18,24     |                                            |
| 1968 | Европейские игры в помещении   | Мадрид    | 1-е   | 18,18     | Рекорд чемпионатов Европы в помещении      |
| 1968 | Олимпийские игры               | Мехико    | 3-е   | 18,19     |                                            |
| 1969 | Матч Польша — ГДР — СССР       | Хожув     | 1-е   | 20,09     | Мировой рекорд                             |
| 1969 | Чемпионат Европы               | Афины     | 1-е   | 20,43     | Мировой рекорд · Рекорд чемпионатов Европы |
| 1970 | Чемпионат Европы в помещении   | Вена      | 1-е   | 18,80     | Рекорд чемпионатов Европы в помещении      |
| 1970 | Кубок Европы (финал)           | Будапешт  | 1-е   | 19,42     |                                            |
| 1970 | Универсиада                    | Турин     | 1-е   | 19,51     | Рекорд Универсиад                          |
| 1971 | Чемпионат Европы в помещении   | София     | 1-е   | 19,70     | Рекорд чемпионатов Европы помещении        |
| 1971 | Чемпионат Европы               | Хельсинки | 1-е   | 20,16     |                                            |
| 1972 | Чемпионат Европы в помещении   | Гренобль  | 1-е   | 19,41     |                                            |
| 1972 | Олимпийские игры               | Мюнхен    | 1-е   | 21,03     | Мировой рекорд · Олимпийский рекорд        |
| 1973 | Кубок Европы (финал)           | Эдинбург  | 1-е   | 20,77     |                                            |
| 1973 | Универсиада                    | Москва    | 1-е   | 20,82     | Рекорд Универсиад                          |
| 1974 | Чемпионат Европы в помещении   | Гётеборг  | 2-е   | 20,62     |                                            |
| 1974 | Чемпионат Европы               | Рим       | 1-е   | 20,78     | Рекорд чемпионатов Европы                  |
| 1976 | Олимпийские игры               | Монреаль  | 2-е   | 20,96     |                                            |

### Мировые рекорды
| Результат | Дата             | Город   | Примечание               |
| --------- | ---------------- | ------- | ------------------------ |
| 16,60     | 18 сентября 1964 | Варшава | мировой юниорский рекорд |
| 18,67     | 28 апреля 1968   | Сочи    |                          |
| 19,72     | 30 мая 1969      | Москва  |                          |
| 20,09     | 13 июля 1969     | Хожув   |                          |
| 20,43     | 16 сентября 1969 | Афины   | чемпионат Европы         |
| 20,63     | 19 мая 1972      | Сочи    |                          |
| 21,03     | 7 сентября 1972  | Мюнхен  | Олимпийские игры         |
| 21,20     | 28 августа 1973  | Львов   |                          |
| 21,45     | 29 сентября 1973 | Варна   |                          |

## Награды и звания
- Заслуженный мастер спорта СССР (1969).
- Награждена двумя орденами Трудового Красного Знамени, орденом Дружбы народов, орденом Почёта (1996)[1], почётным знаком «За заслуги в развитии физической культуры и спорта».
- Заслуженный тренер России (1992).